# Vita d'uomo
Vita d'uomo (sottotitolo: In cerca della verità) è il quarto album del gruppo musicale italiano I Camaleonti, pubblicato in Italia nel 1969. E' un mini-LP in vinile.

## Il disco
Questo disco è il primo del gruppo milanese composto tutto di materiale originale nuovo, senza quindi canzoni precedentemente pubblicate su singolo a 45 giri (a marzo avevano ottenuto un grande successo con Viso d'angelo).
In realtà, qualche settimana dopo la pubblicazione dell'album, la canzone Mamma mia venne pubblicata su un singolo a 45 giri (con sul retro In poche parole ti amo, inedito su LP), e divenne anche uno dei singoli a 45 giri più venduti dell'anno, anche grazie alla musica, scritta da Lucio Battisti, molto moderna dal punto di vista della costruzione musicale, e alla convincente interpretazione di Livio Macchia.
C'erano poi altri tre brani, di cui uno, Angelo mio, scritto da Al Bano e Fernando Budano, Il veliero, scritto invece da Maurizio Vandelli, il cantante dell'Equipe 84; l'idea di fondo era quella di raccontare alcuni momenti della vita di un uomo, e infatti il disco era introdotto da un breve momento recitato in cui si descriveva la nascita di un bambino (appunto l'angelo mio della prima canzone).
Dal punto di vista musicale è da citare Il veliero, per gli intermezzi musicali psichedelici di organo e chitarra elettrica, e la lunga Gloria, che conclude il racconto con un inizio recitato.
Curiosamente uno degli autori di questo brano è Giancarlo Bigazzi che dieci anni dopo scriverà una canzone con lo stesso titolo per Umberto Tozzi.
Gli arrangiamenti sono stati realizzati da Detto Mariano (che inoltre dirige l'orchestra del Teatro "La Scala"); il disco è stato registrato nel mese di settembre del 1969 negli studi Phonogram di Milano.
Tutte le canzoni sono edite dalle Edizioni musicali April Music, tranne ovviamente Mamma mia che, come quasi tutte le canzoni scritte da Mogol e Battisti, è edita dalle Edizioni musicali Acqua Azzurra, mentre Angelo mio è in coedizione tra la April e le Edizioni musicali Belriver.
La copertina, disegnata da Julie Scott raffigura una farfalla, il cui corpo tra le due ali è costituito dai volti dei quattro componenti del complesso.
Il disco è stato ristampato su cd dalla On Sale con l'aggiunta di numerose tracce bonus.

## Tracce
Lato A
1. Angelo mio (testo di Daniele Pace; musica di Albano Carrisi) - 4:59
2. Mamma mia (testo di Mogol; musica di Lucio Battisti) - 3:47

Lato B
1. Il veliero (testo di Vito Pallavicini; musica di Maurizio Vandelli) - 5:37
2. Gloria (testo di Giancarlo Bigazzi; musica di Claudio Cavallaro) - 12:22

## Formazione
- Livio Macchia - voce, chitarra, cori
- Antonio Cripezzi detto Tonino - voce, tastiere, violino, cori
- Paolo de Ceglie - batteria, cori
- Gerardo Manzoli detto Gerry - basso, cori
- violinisti dell'orchestra del Teatro "La Scala" di Milano